# A Little Bit Longer
A Little Bit Longer is het derde studioalbum van The Jonas Brothers, en het tweede album dat ze uitbrachten bij Hollywood Records. Het album werd uitgebracht op 12 augustus 2008. De eerste single van dit album is getiteld Burnin' Up. 
Het album bereikte een 40e plek in de Rolling Stone Best 50 Albums of 2008. Het nummer Video Girl van dit album bereikte nummer 49 in de Rolling Stone 100 Best Song of 2008.

## Tracklist
1. BB Good
2. Burnin' Up
3. Shelf
4. One Man Show
5. Lovebug
6. Tonight
7. Can't Have You
8. Video Girl
9. Pushin' Me Away
10. Sorry
11. Got Me Goin' Crazy
12. A Little Bit Longer

## A Little Bit Longer (nummer)
De titeltrack A Little Bit Longer is geschreven door Nick Jonas, de avond nadat hij het nieuws kreeg over zijn diabetes. In 2005 kreeg hij te horen dat hij diabetes heeft. Hij zingt dan ook: You don't know what you've got, 'til it's gone (Je weet niet wat je hebt, tot het weg is). Ook speelt hij zelf piano in het nummer. Joe en Kevin bespelen de gitaren, die pas halverwege in het nummer komen.